# BOYFRIEND (音楽グループ)
BOYFRIEND（ボーイフレンド）は韓国の6人組男性アイドルグループ。2011年5月にシングル「BOYFRIEND」でデビュー。2019年までSTARSHIPエンターテインメントに所属していた。2021年にBF（ビーエフ）名義で再集結し、2025年より再びBOYFRIEND名義で活動している。

## 略歴
2011年
- 1月、結成。
- 5月26日、シングル『BOYFRIEND』でデビュー。
- 10月26日、タイ・バンコクで開かれた被災者を救うための公演「CONCERT PERD PYNK」に参加。
- 12月3日、横浜アリーナでイベント「K-POP Festival X-mas Edition」に出演。

2012年
- 1月11日・12日、韓国歌謡界で権威ある音楽賞「第26回ゴールデンディスク賞」デジタル音源部門/新人賞を受賞。
- 5月28日、東京湾上の豪華客船上で日本デビュー発表記者会見を実施。
- 6月6日、日本ライセンス盤『We are “BOYFRIEND”』発売。
- 6月30日、日本武道館で初ショーケース「First Date with BOYFRIEND in JAPAN」を開催、1日4回公演で4万人を動員。
- 8月1日、日本公式ファンクラブ「BESTFRIEND JAPAN」発足。
- 8月22日、シングル『Be my shine 〜君を離さない〜』で日本デビュー。購入者イベントとして東京・大阪で行われた日本初のハイタッチ会には計48000人が参加。
- 10月より、日本テレビ『東京エトワール音楽院』にレギュラー出演。
- 12月22日、23日、24日にTOKYO DOME CITY HALLで、初の単独ライブとなる「BOYFRIEND LOVE COMMUNICATION 2012 〜Xmas Bell〜」を開催。

2013年
- 第27回 日本ゴールドディスク大賞 ベスト3ニュー・アーティスト（アジア）を受賞。
- 3月13日、初の単独ライブを収めた1stライブDVD『BOYFRIEND LOVE COMMUNICATION 2012 〜Xmas Bell〜』発売。
- 3月27日、3rdシングル『瞳のメロディ』発売。表題曲は2013年2月よりアニメ『名探偵コナン』エンディングテーマとして使用された。
- 5月29日、日本1stアルバム『SEVENTH MISSION』発売。6月1日に東京国際フォーラム、2日に大阪オリックス劇場で単独ライブ「BOYFRIEND LOVE COMMUNICATION 2013-SEVENTH MISSION-」開催。
- 学園ラブコメ『GOGO♂イケメン5』実写版映画（2013年7月6日公開）で映画初主演。主題歌も担当。
- ライブDVD『BOYFRIEND LOVE COMMUNICATION 2013-SEVENTH MISSION-』（2013年9月25日発売）、初主演映画『GOGO♂イケメン5』DVD（2013年10月2日発売）、Xmas Premium Single『Pinky Santa』（2013年11月20日発売）を3ヶ月連続で発売。
- 10月19日に開催された韓流10周年記念イベント「Korean Entertainment 10th Anniversary Awards in Japan」の音楽部門「韓国ミュージック大賞」で、審査員特別賞を受賞。

2014年
- 11月11日、The showにてWITCHで初の1位を受賞。

2015年
- 6月10日、日本での活動の集大成となるベストアルバム『BOYFRIEND LOVE COMMUNICATION 2012〜2014 -Perfect Best collection-』発売。
- 6月30日、日本でのファンクラブを閉鎖。
- 12月17日、オフィシャルサイト(ファンサイトも含む) リオープン。また、BeingからKISS Entertainmentへ移籍。

2016年
- 5月3日、日本での活動を再開。
- 6月1日、日本7thシングル『GLIDER』発売。
- 11月2日、日本8thシングル『Jackpot』発売。タワーレコード全店総合シングル月間チャート1位を獲得。

2017年
- 7月21日、日本ミニアルバム『Summer』発売。
- 8月1日、韓国5thミニアルバム『Never End』発売。

2019年
- 5月17日、STARSHIPエンターテインメントとの専属契約満了により解散を発表。

2021年
- 4月30日、デビュー10周年の節目に再集結。グループ名を「BF」に変更し、メンバー6人で再始動することを発表。
- 5月26日、10周年記念ファンミーティング「I'm Your Boyfriend」をオンラインで開催。同日、メンバーが作詞・作曲に参加した10周年記念楽曲となるデジタルシングル『ENDING CREDIT』を発売。

2025年
- 1月31日、グループ名を再び「BOYFRIEND」に戻して活動する事を発表。
- 2月13日、日本シングル『Time Limit』発売。日本での新曲は6年ぶり。

## メンバー
※公式ファンクラブサイトの「PROFILE」に準拠（「出演歴」を除く）。
| 名前                            | 誕生日                | ポジション                    |
| ------------------------------- | --------------------- | ----------------------------- |
| ドンヒョン （Donghyun / 동현）  | 1989年2月12日（36歳） | リーダー リードボーカル       |
| ヒョンソン （Hyunseong / 현성） | 1993年6月9日（31歳）  | メインボーカル                |
| ジョンミン （Jeongmin / 정민）  | 1994年1月2日（31歳）  | リードボーカル                |
| ヨンミン （Youngmin / 영민）    | 1995年4月24日（30歳） | サブボーカル                  |
| クァンミン （Kwangmin / 광민）  | 1995年4月24日（30歳） | メインラッパー                |
| ミヌ （Minwoo / 민우）          | 1995年7月31日（29歳） | リードラッパー メインダンサー |

## ディスコグラフィ

### 韓国

#### シングル
| No. | 発売日        | タイトル            |
| --- | ------------- | ------------------- |
| 1   | 2011年5月26日 | BOYFRIEND           |
| 2   | 2011年10月6日 | Don't Touch My Girl |
| 3   | 2011年12月8日 | I'll Be There       |

#### デジタルシングル
| No. | 発売日        | タイトル         |
| --- | ------------- | ---------------- |
| 1   | 2013年5月28日 | ON & ON          |
| 2   | 2016年5月26日 | To My Bestfriend |
| 3   | 2018年5月25日 | Sunshower        |
| 4   | 2021年5月26日 | ENDING CREDIT    |
| 5   | 2022年5月21日 | canvas           |
| 6   | 2023年5月26日 | The day of May   |

#### ミニアルバム・EP
| No. | 発売日         | タイトル                |
| --- | -------------- | ----------------------- |
| 1   | 2012年6月14日  | Love Style              |
| 2   | 2014年6月9日   | Obsession               |
| 3   | 2014年10月13日 | Witch                   |
| 4   | 2015年3月9日   | BOYFRIEND in Wonderland |
| 5   | 2017年8月9日   | NEVER END               |
| 6   | 2021年12月29日 | ADONIS                  |
| 7   | 2023年4月19日  | Curtain Call            |

#### フルアルバム
| No. | 発売日        | タイトル | 備考                        |
| --- | ------------- | -------- | --------------------------- |
| 1   | 2012年11月8日 | JANUS    |                             |
| 2   | 2013年1月10日 | I Yah    | 『JANUS』のリパッケージ盤。 |

#### DVD
- I'm Your Boyfriend（2013年11月27日）

### 日本
順位はオリコン発表の週間ランキングでの最高位。

#### シングル
| No. | 発売日         | タイトル                                     | 順位 |
| --- | -------------- | -------------------------------------------- | ---- |
| 1   | 2012年8月22日  | Be my shine 〜君を離さない〜                 | 4位  |
| 2   | 2012年11月28日 | キミとDance Dance Dance/MY LADY 〜冬の恋人〜 | 3位  |
| 3   | 2013年3月27日  | 瞳のメロディ                                 | 4位  |
| 4   | 2013年11月20日 | Pinky Santa                                  | 5位  |
| 5   | 2014年3月26日  | My Avatar                                    | 6位  |
| 6   | 2014年5月28日  | スタートアップ!                              | 9位  |
| 7   | 2016年6月1日   | GLIDER                                       | 3位  |
| 8   | 2016年11月2日  | Jackpot                                      | 4位  |
| 9   | 2017年2月22日  | I Miss You                                   | 7位  |
| 10  | 2018年2月28日  | Try my wings                                 | 7位  |
| 11  | 2018年7月25日  | CALL ME                                      | 7位  |
| 12  | 2025年2月13日  | Time Limit                                   |      |

#### アルバム
| No. | 発売日        | タイトル        | 順位 |
| --- | ------------- | --------------- | ---- |
| 1   | 2013年5月29日 | SEVENTH MISSION | 7位  |
| 2   | 2014年7月23日 | SEVENTH COLOR   | 11位 |
| 3   | 2019年2月27日 | Bouquet         | 20位 |

#### ミニアルバム
| No. | 発売日        | タイトル | 順位 |
| --- | ------------- | -------- | ---- |
| 1   | 2017年7月12日 | Summer   | 9位  |

#### その他のアルバム
| 種類             | 発売日        | タイトル                                                          | 順位 |
| ---------------- | ------------- | ----------------------------------------------------------------- | ---- |
| 日本ライセンス盤 | 2012年6月6日  | We are “BOYFRIEND”                                                | 12位 |
| ベストアルバム   | 2015年6月10日 | BOYFRIEND LOVE COMMUNICATION 2012～2014 -Perfect Best collection- | 27位 |

#### DVD
- BOYFRIEND LOVE COMMUNICATION 2012 ～Xmas Bell～（2013年3月13日）
- BOYFRIEND LOVE COMMUNICATION 2013-SEVENTH MISSION-（2013年9月25日）
- GOGO♂イケメン5（2013年10月2日）
- BOYFRIENDのハローベイビー DVD-BOX1（2014年3月5日）
- BOYFRIENDのハローベイビー DVD-BOX2（2014年3月26日）

## 出演

### テレビ番組
- 東京エトワール音楽院（日本テレビ、2012年10月 - ）
- ボーイフレンド大作戦（CSフジテレビTWO、2013年3月 - ）
- BOYFRIENDのハローベイビー（KBS joy、2013年1月 - 3月）

### イベント
- 東京ドーム「K-DREAM LIVE Vol.1」（2012年7月29日）
- フジテレビ「お台場合衆国」内「THE NEXT! Moving SHOW!」（2012年8月12日）
- 沖縄セルラースタジアム那覇「K-POP Paradise 2012」（2012年10月18日）
- 神戸六甲アイランド「Love Concert in Kobe」（2012年10月20日）
- 東京ジョイポリス「デジタルウインターイルミネーション 東京ジョイポリス×BOYFRIEND ～冬の恋人～」オープニングイベント（2012年11月27日）
- 東京タワークリスマスイルミネーション点灯式（2013年11月3日）

### 舞台
- 素敵なカミングアウト（2022年5月17日 - 22日、六行会ホール） - 京本真佐史 & 川島ケンジ 役（クァンミン&ヨンミンが昼夜公演交替のダブルキャスト）